# Armando Malet
Armando Malet (1905 – 1982) fou un advocat i polític uruguaià pertanyent al Partit Colorado.

## Biografia
Graduat en Dret per la Universitat de la República, Malet fou diputat durant els períodes 1951-1955 i 1955-1959.
Ocupà el càrrec d'Intendent de Montevideo. Durant el seu mandat, es creà el Planetari Municipal de la ciutat.
Fou ministre d'Hisenda entre l'1 de març de 1955 i el 5 de juny de 1956, durant el primer Consell Nacional de Govern. Entre 1969 i 1970 presidí el Banc de la República Oriental de l'Uruguai (BROU). De nou ocupà el càrrec de ministre d'Economia el 1970 durant la presidència de Jorge Pacheco Areco. Poc després, presidia el Banc Central de l'Uruguai durant un mes.
Fou nomenat ministre de Defensa del govern de Juan María Bordaberry Arocena entre l'1 de novembre de 1972 i el 7 de febrer de 1973.
També integrà l'Ateneu de Montevideo.